# Ophiostyracium
Ophiostyracium is een geslacht van slangsterren uit de familie Ophiomyxidae.

## Soorten
- Ophiostyracium trachyacanthum H.L. Clark, 1911